# Adenilato cinasa 8
La adenilato cinasa 8 (AK8) (número EC 2.7.4.3) es una isoenzima de la adenilato cinasa que cataliza la interconversión de nucleótidos de adenina. El ATP transfiere un grupo fosfato al AMP para formar ADP.
ATP + AMP {\displaystyle \rightleftharpoons } 2 ADP
Su localización celular es el citosol. Su mayor actividad la presenta con el AMP y tiene menos actividad con dAMP (deoxiadenosín monofosfato), CMP y dCMP (deoxicitidin monofosfato). Los parámetros cinéticos para los sustratos AMP, dAMP y CMP son:
| Sustrato | KM (μM) | Vmax (pmol/min/μg enzima) |
| -------- | ------- | ------------------------- |
| AMP      | 4.1     | 2400                      |
| dAMP     | 630     | 1360                      |
| CMP      | 1.4     | 190                       |